# Taveuni
Taveuni är den tredje största ön i Fiji, efter Vanua Levu och Viti Levu, och den har en total yta på 435 km². Den hade vid 1996 års folkräkning ungefär 9 000 invånare, och ungefär 75 procent var fijianer. Ön är formad som en cigarr och ligger 6,5 kilometer öst om Vanua Levu, förbi Somosomosundet, och är en del av Norra divisionen. Taveuni har en rik flora och kallas ibland "trädgårdsön", av detta skäl är ön ett populärt turistmål.

## Geografi
Ön är ungefär 10,5 kilometer bred och 42 kilometer lång. Den östra sidan av ön är väldigt utsatt för nederbörd, medan den västra sidan skyddas av en vulkankedja som går längs med öns längd. Uluigalau, som är Fijis näst högsta berg med en höjd på 1241 meter, ligger i kedjan.
Sjön Tagimaucia är en av Taveunis mest kända turistattraktioner. Den ligger i en vulkankrater vid en höjd på 800 meter, och är hem till den ovanliga tagimacuiablomman. Fijis mest kända vattenfall, Boumafallen, ligger också på ön.
På västra sidan av ön, i det trånga sundet mellan Taveuni och Vanua Levu, ligger Regnbågsreven, som är kända som ett av världens främsta dykområden. Även Vunalagunen på södra delen av ön är ett välkänt turistmål för dykare.

## Bostadsområden
Öns befolkning bor på den västra sidan av ön. Halvvägs till västkusten ligger öns administrativa centrum Waiyevo. Det största urbana området utgörs dock av tvillingbyarna Somosomo och Naqara. Somosomo ses som Tovatakonfederationens huvudstad, medan Naqara är öns kommersiella centrum.

## Historia
1643 siktades ön för första gången av någon europé, nämligen Abel Tasman. Då sikten var dålig misstog han öns två bergstoppar för att vara två separata öar.
Historiskt har Vuna varit Taveunis främsta by, men stamkrig har lett till Somosomos seger. Under sena 1860-talet besegrades den tonganska krigsherren Enele Ma'afu, som hade tagit Lauöarna, av Seru Epenisa Cakobau, vid ett slag vid Somosomo. Flera öar som stod på Ma'afus sida såldes till europeiska bosättare som straff, och deras invånare flyttades till Taveuni. Byarna Lovonivonu och Kanacea befolkas av deras ättlingar.

## Ekonomi
Traditionellt har kopra varit öns viktigaste gröda, och har alltid varit en kugge i den lokala ekonomin. Under senare år har vissa bönder dock ändrat inriktning till taro, kava, och specialgrödor som vanilj, tillsammans med tropisk frukt och kaffe. Under amerikanska inbördeskriget odlades bomull på Taveuni och exporterades till Europa. Sockerrör odlades också under en kort period. Även boskap föds upp på ön, men grödor är viktigare för dess ekonomi.
Under senare år har även turism blivit en viktig faktor i öns ekonomi, och där finns ungefär ett dussin mindre turistorter.